# Aperto de espartilho

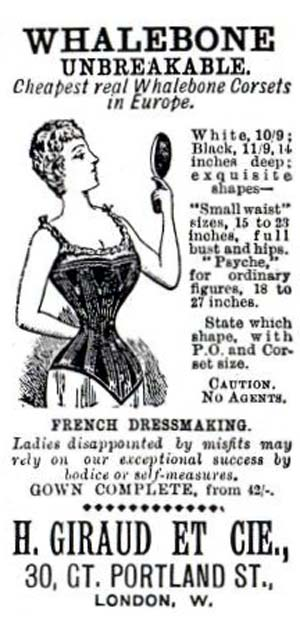
Um anúncio de espartilhos com medidas de cintura de 15 a 23 polegadas (38 a 58 cm)

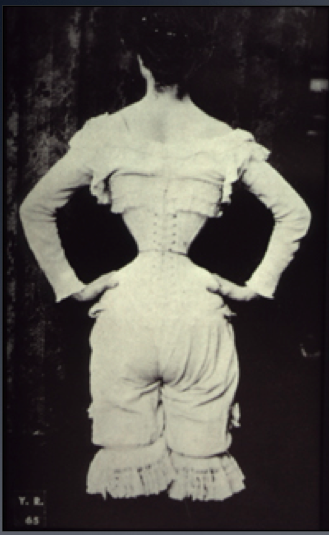
Uma mulher usando um espartilho de aperto acentuado, 1890. Note que técnicas vitorianas de edição fotográfica provavelmente foram empregadas nesta imagem para simular uma cintura mais estreita.

Aperto de espartilho (também chamado de treinamento com espartilho) é a prática de usar um Espartilho cada vez mais apertado com o objetivo de modificar cosmeticamente a figura e a postura ou para experimentar a sensação de restrição corporal. O processo tem origem na Europa do século XIX e foi altamente controverso. No auge de sua popularidade, houve grande reação pública tanto por parte de médicos quanto de reformadores do traje, além de ser frequentemente ridicularizado como vaidade pelo público em geral. Devido a uma combinação de tendências de moda em constante evolução, mudanças sociais quanto aos papéis da mulher e à escassez de materiais provocada pela Primeira Guerra Mundial e pela Segunda Guerra Mundial, o aperto de espartilho – e os espartilhos de modo geral – caiu completamente em desuso no início do século XX.

## História
O espartilho foi uma peça íntima padrão no vestuário ocidental por cerca de 400 anos, começando no final do século XVI e findando por volta do início do século XX. Contudo, a prática do aperto de espartilho iniciou-se apenas no final da década de 1820 e durante os anos 1830, após o advento dos ilhós de aço em 1827. O emprego do aço tanto nos ilhós quanto nas varetas permitiu que as usuárias laceassem seus espartilhos de maneira significativamente mais apertada sem comprometer a peça.(p13)
Além disso, os espartilhos estiveram entre as primeiras vestimentas a serem produzidas em massa por meio de Linha de montagem. Isso ampliou o acesso a espartilhos de alta qualidade, fazendo com que mulheres das classes média e baixa pudessem adquiri-los, enquanto antes, possivelmente, utilizavam "jumps" de corda. O historiador da moda David Kunzle sustenta que o aperto de espartilho era, em grande parte, domínio de mulheres da classe média-inferior que almejavam ascender socialmente; ele estima que o tamanho médio da cintura com espartilho na década de 1880 era de aproximadamente 21 polegadas (53 cm), comparado a cerca de 27 polegadas (69 cm) sem o espartilho.
Nos últimos anos da Era Vitoriana, relatórios médicos e rumores afirmavam que o aperto de espartilho era fatalmente prejudicial à saúde (ver Reforma do Traje Vitoriano). Mulheres que sofriam para obter cinturas pequenas eram também condenadas por sua vaidade e criticadas do púlpito como escravas da moda. Os reformadores do traje exortavam as mulheres a abandonar a tirania dos suportes e liberar suas cinturas para o trabalho e a prática de exercícios saudáveis, enfatizando as consequências negativas para o sistema reprodutivo.
Apesar dos esforços dos reformadores do traje para eliminar o espartilho e das advertências médicas e clericais, as mulheres persistiram no aperto de espartilho, ainda que diversos modelos de espartilhos tenham sido criados com a pretensão de amenizar os efeitos sobre o corpo das usuárias. Na década de 1910 e nos anos 20, o espartilho começou a sair completamente de moda, impulsionado por mudanças culturais e práticas. A necessidade de aço durante a Primeira Guerra Mundial e a Segunda Guerra Mundial transformou os espartilhos em luxo, e não mais em necessidade. Ao mesmo tempo, o Feminismo de primeira onda, o movimento do Traje artístico e a subcultura Flapper popularizaram silhuetas menos exageradas, e cintas elásticas e sutiãs passaram a ganhar adeptas por oferecerem uma figura com contornos menos rígidos. Embora a estrutura com cintura de vespa – o espartilho estruturado – tenha ressurgido após a Segunda Guerra Mundial na forma do New Look, logo houve reação com a cultura Hippie; paralelamente, o crescimento da Cultura fitness popularizou métodos como dieta, lipoaspiração e exercício para a obtenção de uma cintura fina. Os espartilhos deixaram de ser moda e passaram a integrar o submundo do fetiche, ao lado de itens como equipamentos de bondage e macacões de vinil, bem como na moda alternativa e de passarela, como evidenciado nos trabalhos de Vivienne Westwood ou na subcultura Gótico. Frequentemente, são usados como vestimenta externa e não como roupa íntima. Reencenação histórica costuma utilizar espartilhos, embora poucas praticantes adotem o aperto de espartilho.

## Processo
Alcançar cinturas extremamente finas requer um longo período de treinamento com espartilhos cada vez menores, idealmente durante a pré-adolescência ou adolescência. Diversos relatos sobre o processo de treinamento com espartilho ocorrem no âmbito de uma escola de boas maneiras, pois acreditava-se que uma cintura muito fina conferia à mulher uma aparência refinada e elegante, aumentando sua capacidade de atrair um marido adequado.
Embora não existisse um sistema padronizado de treinamento com espartilho, alguns relatos contemporâneos oferecem uma ideia de como era esse período. O uso do espartilho iniciava-se na idade que a mãe ou a tutora julgasse apropriada, podendo ser a partir dos sete anos ou até os 18 ou 19 anos.

Cada uma de minhas filhas – tenho quatro –, em seu sétimo aniversário, recebia um par de espartilhos que se ajustavam perfeitamente, que ela usava desde então, tanto de dia quanto de noite, salvo em casos de doença grave. À medida que a criança crescia, mais varetas eram adicionadas, e as medidas do peito e dos quadris eram aumentadas, mas nada se alterava na cintura, e, não sendo permitida qualquer expansão durante o sono, sua finura se mantinha, não havendo necessidade de recorrer ao aperto de espartilho, o qual se torna imprescindível quando o espartilho não é usado até que a figura se desenvolva plenamente.
Os fabricantes de espartilhos também podiam oferecer às mulheres um regime de espartilhos cada vez menores:
No nosso ramo, encontramos constantemente mulheres que desejam reduzir a cintura e que estão dispostas a suportar qualquer coisa, exceto se tiverem que se pendurar para obter uma cintura um pouco menor. ... Medimos o espartilho, ajustando as medidas de forma justa. E orientamos a mulher a usá-lo o mais apertado que conseguir confortavelmente. Em seguida, sugerimos uma série de espartilhos, cada um um pouco menor que o anterior, tornando a transição de uma cintura larga para uma fina lenta e fácil.
Uma prática comum era dormir com o espartilho ainda colocado, para evitar que a cintura se alargasse novamente à noite. Para impedir que meninas soltassem ou cortassem os laços durante a noite, diversas estratégias eram empregadas, como o uso de punição corporal, amarrar um nó inusitado que não pudesse ser reproduzido, fixar uma corrente com cadeado ao redor da cintura, ou mesmo, em um caso, amarrar as mãos da menina atrás de suas costas. Entretanto, alguns consideravam esse método cruel e desnecessário, recomendando um espartilho mais folgado para a noite ou até mesmo a dispensa de seu uso noturno.
Em 1895, o The West Australian publicou um relato, supostamente datado do início dos anos 1860, – o diário de uma estudante de um Internato feminino – que descrevia como as diretoras treinavam as alunas para alcançar cinturas entre 14 polegadas (36 cm) e 19 polegadas (48 cm), a uma taxa de um quarto de polegada (0,6 cm) por mês. A narradora relata uma redução de 23 polegadas (58 cm) para 14 polegadas (36 cm), e uma entrevista subsequente com uma empresa fabricante de espartilhos corroborou que tais medidas não eram incomuns na época.
Outro relato, proveniente de uma "escola de moda em Londres", recorda com carinho a prática como fonte de rivalidade e orgulho entre as colegiais, relatando uma redução de cerca de uma polegada por mês, chegando, ao final, a uma cintura de 13 polegadas (33 cm) partindo de 23 polegadas (58 cm).
Todas as manhãs, uma das criadas vinha nos auxiliar na hora de nos vestir, e uma governanta supervisionava para garantir que nossos espartilhos fossem ajustados ao máximo. Após os primeiros minutos de cada manhã, eu não sentia dor, e os únicos efeitos adversos aparentes eram ocasionais dores de cabeça e perda de apetite. [...] Geralmente, toda a culpa era atribuída pelos pais ao diretor da escola, mas frequentemente surgia entre as meninas uma rivalidade acirrada para ver quem conseguia a cintura mais fina, e, muitas vezes, enquanto a criada apertava a cintura de minha amiga com toda a sua força, a jovem – embora sendo comprimida a ponto de quase não conseguir respirar – pedia à criada que puxasse os suportes ainda mais, sem permitir que a fita escapasse nem um pouco.

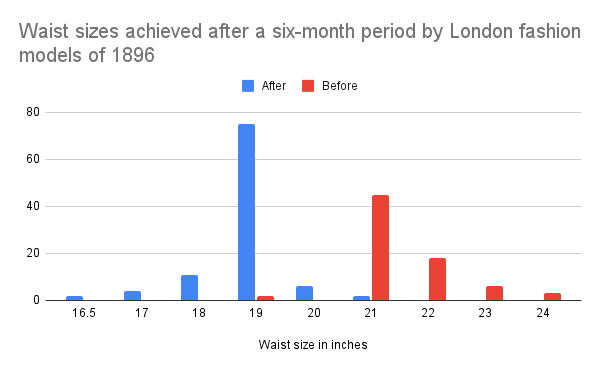
Um gráfico de barras ilustrando os tamanhos de cintura alcançados por modelos de moda de Londres em 1896 ao longo de seis meses de treinamento. Note que as medidas de cintura "antes" e "depois" referem-se às medidas com espartilho.

Embora a maioria desses relatos descreva adolescentes, há fontes que sugerem que esse processo pode ocorrer em idades mais avançadas, embora com maior dificuldade. Muitos registros de mulheres mais velhas que praticavam aperto de espartilho foram motivados por seus maridos, como no caso de Ethel Granger, e possuíam um elemento de fetichismo. A maioria das praticantes era, provavelmente, adolescente ou jovem adulta; os menores tamanhos de cintura registrados devem ser contextualizados dessa forma.
O aperto de espartilho parecia ser fonte de grande orgulho e, por vezes, de prazer para muitas praticantes. Contudo, havia também aquelas que protestavam ou eram totalmente incapazes de alcançar reduções significativas. Em 1896, uma funcionária de uma casa de moda relatou que, dentre as meninas que se submetiam ao treinamento para atingir a cintura desejada de 19 polegadas (48 cm), "de cada 100 meninas, constatava que três não conseguiam lacear, seis laceavam com dificuldade, oito eventualmente desistiam, dez suportavam a restrição, setenta realmente gostavam e três laceavam em excesso." O historiador da moda David Kunzle teorizou que algumas entusiastas do aperto de espartilho poderiam ter experimentado prazer sexual ao praticá-lo, ou ao se esfregar contra a parte frontal do espartilho, contribuindo assim para a indignação moral contra a prática. Embora tais questões não pudessem ser discutidas abertamente, muitos testemunhos relatam sentir uma agradável sensação de dormência ou formigamento durante o aperto.

## Críticas
A prática do aperto de espartilho atraiu críticas de diversos grupos. Foi amplamente ridicularizada em fontes satíricas, como charges jornalísticas, que a retratavam como frívola, prejudicial e pouco atraente.

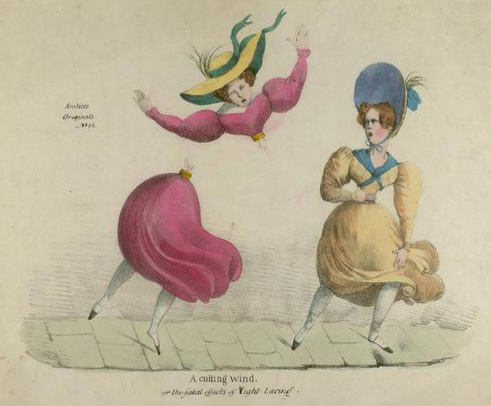
"Um vento cortante, ou os efeitos fatais do aperto de espartilho", charge satírica de cerca de 1820

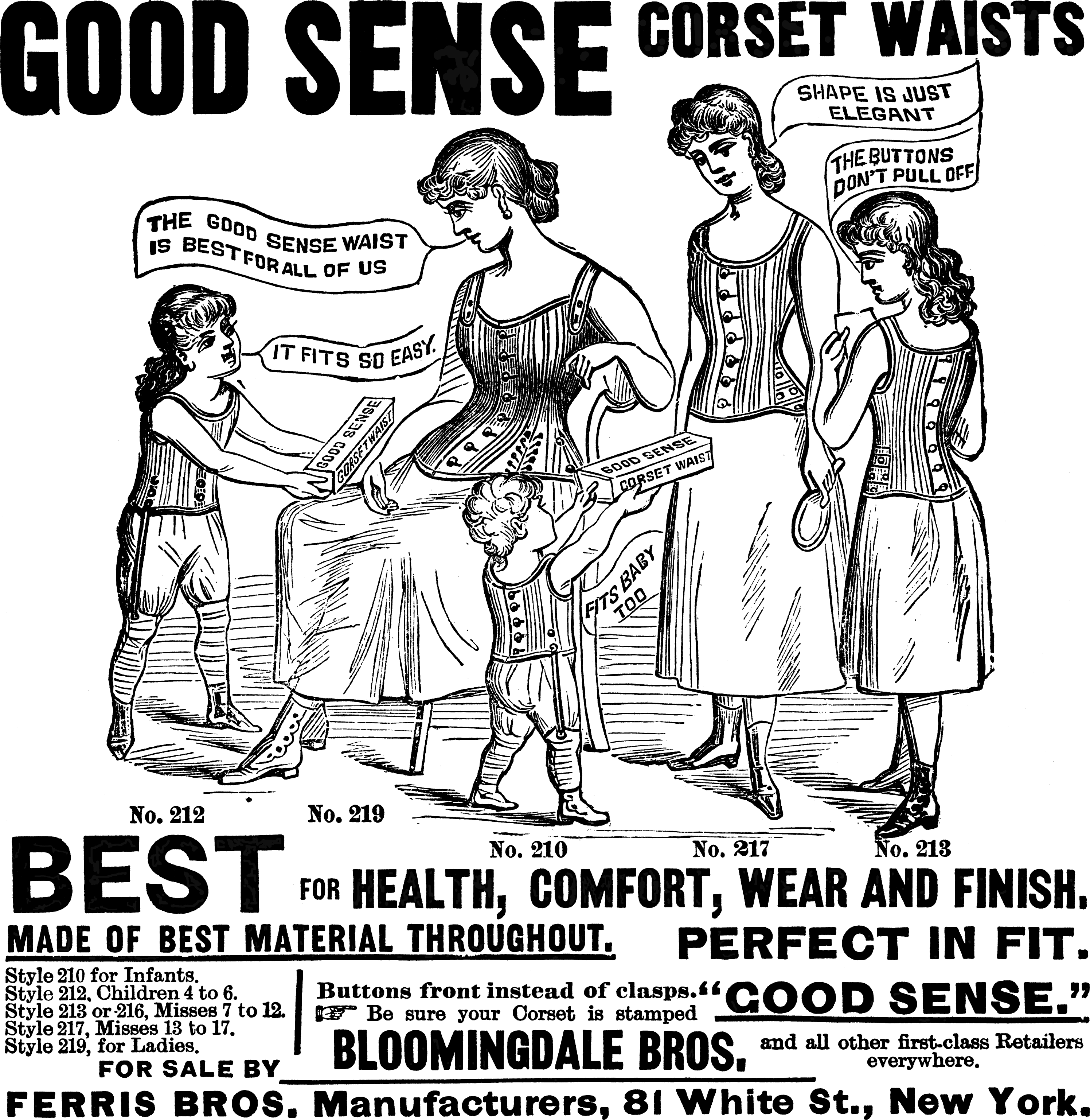
Anúncio de espartilhos para crianças, 1886

Mulheres americanas, ativas nos movimentos Abolicionismo nos Estados Unidos e de Movimento da Temperança, com experiência em oratória e agitação política, defendiam e usavam roupas sensatas que não restringissem seus movimentos, embora os espartilhos fizessem parte de seus guarda-roupas. Enquanto os defensores do vestuário fashion afirmavam que os espartilhos mantinham uma postura ereta e uma "boa figura", além de serem uma estrutura física necessária para uma sociedade moral e bem ordenada, os reformadores do traje sustentavam que as modas femininas não eram somente prejudiciais fisicamente, mas "o resultado de uma conspiração masculina para tornar as mulheres subservientes, cultivando nelas uma psicologia de escravidão". Acreditava-se que uma mudança nas modas poderia transformar a posição da mulher na sociedade, permitindo maior mobilidade social, independência dos homens e do casamento, e a possibilidade de trabalhar mediante salário, além de proporcionar liberdade de movimento e conforto.
Juntamente com os ativistas, muitos médicos manifestaram-se contra a prática. Um Doutor Lewis escreveu, em uma edição de 1882 da The North American Review:

Uma menina que se entregou ao aperto de espartilho não deveria se casar. Ela pode ser uma esposa muito dedicada, mas seu marido secretamente se arrependerá do matrimônio. Médicos experientes sabem do que se trata, enquanto milhares de maridos não só saberão, como sentirão profundamente o significado desta advertência.
Isto provavelmente aludia aos problemas nos órgãos reprodutivos enfrentados por mulheres que usavam espartilhos e demonstra as dificuldades de discutir tal questão devido aos tabus sexuais.
Essa reação impulsionou uma série de inovações no design do espartilho. Em meio à comoção pública sobre saúde em relação aos espartilhos e ao aperto de espartilho, alguns médicos dedicaram-se a se tornar Confeiteira de espartilhos – profissionais especializadas na confecção de espartilhos. Muitos ajudavam a ajustar os espartilhos de suas pacientes para evitar os perigos de peças mal ajustadas, e alguns chegaram até a projetar seus próprios modelos. Roxey Ann Caplin tornou-se uma renomada fabricante de espartilhos, contando com o auxílio de seu marido, médico, para criar peças que, segundo ela, respeitassem mais a anatomia humana. Espartilhos voltados à saúde e os chamados "espartilhos racionais" passaram a ser alternativas populares ao modelo com varetas, incorporando características como forro de lã, molas de relógio utilizadas como varetas, painéis elásticos e outros recursos supostamente menos prejudiciais à saúde. A prática de treinar meninas para o aperto de espartilho desde tenra idade parece ter caído em completo desuso no início do século XX, sendo vista como uma curiosidade de tempos mais tolos.

## Adherentes notáveis
- Polaire; cerca de 1914; 13–14 polegadas (33–36 cm)
- Cathie Jung; 2006; 15 polegadas (38 cm)
- Dita Von Teese; 16,5 polegadas (42 cm)
- Maud de Gales; rainha da Noruega; 18 polegadas (45 cm)